# Ruth Underhill
Ruth Murray Underhill (22 de agosto de 1883 – 15 de agosto de 1984) foi uma antropóloga americana. Ela nasceu em Nova York, e frequentou o Vassar College, graduando-se em 1905 com uma licenciatura em Língua e Literatura. Em 1907, ela se formou na London School of Economics e começou a viajar pela Europa. Durante a Primeira Guerra Mundial, ela trabalhou para um orfanato italiano administrado pela Cruz Vermelha.
Após a guerra, casou-se com Charles C. Crawford e publicou seu primeiro livro The White Moth. Seu casamento terminou em 1929 e, em 1930, ela decidiu voltar à escola para aprender mais sobre o comportamento humano. Após conversar com Franz Boas e Ruth Benedict no Departamento de Antropologia da Universidade de Columbia, ela decidiu seguir a área, graduando-se com doutorado em 1937. Ela escreveu vários livros sobre tribos nativas americanas e ajudou a dissipar muitos mitos sobre suas culturas.

## Vida e família
Underhill nasceu em Ossining, Nova York, em 22 de agosto de 1883, filho de Abram Sutton Underhill, advogado, e mãe Anna Taber Murray Underhill. Tem havido alguma discussão entre os historiadores sobre seu ano de nascimento, mas tanto uma cópia de sua certidão de nascimento quanto os primeiros registros do censo indicam que ela nasceu neste ano e não em 1884. A mais velha de quatro filhos, ela tinha duas irmãs e um irmão. Sua irmã Elizabeth era sufragista, graduada em direito e uma das primeiras mulheres diretoras de banco, enquanto seu irmão Robert era professor em Harvard e montanhista. Como seu irmão, ela gostava de escalar montanhas como passatempo. Sua família levava as crianças para acampamentos frequentes na Europa.
Em 1919, Ruth Underhill casou-se com Charles Cecil Crawford e eles se divorciaram amigavelmente em 1929. Ela morreu em Denver, Colorado, em 15 de agosto de 1984, uma semana antes de seu 100.º aniversário.

## Educação
Ruth cresceu frequentando a Ossining School for Girls. Ela frequentou uma escola preparatória do Bryn Mawr College antes de entrar no Vassar College em 1901. Ela estudou inglês e idiomas, recebeu seu AB com honras sendo eleita para Phi Beta Kappa em 1905. Após a formatura, ela viajou pela Europa e estudou línguas e ciências sociais na London School of Economics e na Universidade de Munique. Ela se tornou fluente em alemão, francês, italiano e espanhol.
Underhill decidiu voltar para a escola após o divórcio aos 46 anos. Mais tarde, ela descreveu sua entrada na Universidade de Columbia como “uma busca por algo que ela pudesse fazer para ajudar a humanidade”. Após vagar de departamento em departamento, tendo aulas de economia, sociologia e filosofia, ela acabou sendo encorajada a seguir antropologia por Ruth Benedict. O chefe do departamento de antropologia, Franz Boaz, forneceu fundos para ela estudar o Tohono O'odham no Arizona (na época chamado Papago Indians). Ela também recebeu financiamento de pesquisa do Conselho de Ciências Sociais e Humanidades da Universidade de Columbia. Seu Ph.D. dissertação, Organização Social dos índios Papago, foi publicada em 1937.

## Carreiras

### Assistente social
Em 1905, Underhill assumiu um cargo de assistente social na Massachusetts Society for the Prevention of Cruelty to Children, trabalhando com casos italianos. Perto do final da Primeira Guerra Mundial, ela foi empregada como assistente social na Cruz Vermelha Americana, comitê para Aleijados e Deficientes sendo transferida para o Civilian Relief para se encarregar do estabelecimento de orfanatos na Itália no verão de 1919. Após a guerra, ela investigou o trabalho infantil na Itália para a Fundação Rockefeller antes de retornar a Nova York.

### Escritora
Também depois de Vasser, Underhill começou a escrever para jornais e revistas. Em 1920, seu primeiro romance The White Moth, foi publicado.  Um de seus livros mais populares foi Red Man's America, publicado originalmente em 1953. Em 1956, a KRMA-TV produziu uma série de 30 documentários, adaptados do livro e compartilharam seu título. Cada filme se concentrava em uma região específica da América do Norte e examinava os povos nativos e suas culturas daquela região.

### Antropóloga
A pós-graduação a levou a conduzir um dos primeiros estudos científicos do Tohono O'odham do Arizona, um trabalho que estabeleceria Underhill na profissão. Devido a sua idade, o Tohono O'odham permitiu que ela morasse com eles por vários verões. Durante este tempo, ela pôde estudar as mulheres de perto. Mais tarde, ela escreveu um livro intitulado Autobiography of a Papago Woman, que narrava a vida de Maria Chona, um membro idoso da Nação Tohono O'odham.

### Trabalhadora do governo
Após se formar na Columbia, Underfill trabalhou primeiro com o Serviço de Conservação do Solo do Departamento de Agricultura dos EUA e depois com o Bureau of Indian Affairs. Ela serviu como Supervisora Assistente de Educação Indígena de 1934 a 1942 em Santa Fé, Novo México, e depois Supervisora de 1942 a 1948 em Denver, Colorado. Nessa função, ela viajou extensivamente e trabalhou com professores da reserva para desenvolver currículos para escolas indígenas que incluíam a cultura nativa americana. Ela também auxiliou nas negociações entre os grupos BIA e nativos americanos.

### Aposentadoria e ensino
Com sua posição no governo em perigo após a reorganização pós-Segunda Guerra Mundial na BIA, Underhill ocupou uma série de cargos de visitante até a aposentadoria em outubro de 1948. Em 1949, Underhill aceitou o cargo de Professora de Antropologia na Universidade de Denver e ocupou o cargo por quatro anos. Em sua segunda aposentadoria, Underhill passou grande parte de seu tempo viajando pelo mundo e escrevendo. Ela também ensinou no New York State Teachers College em New Paltz e no Colorado Women's College. De acordo com suas histórias orais, ela ficou três meses de cada vez em Israel e na Índia. Começando na década de 1970, o Denver Museum of Nature and Science começou a trabalhar com Underhill para capturar sua própria história através de gravações de áudio e vídeo.

## Honras e prêmios
Em 1979, Underhill foi homenageada pela Tohono O'odham Nation, por seu trabalho em preservar seu passado. Ela também foi homenageada pela Gila River Reservation O'odhams em 1980. Em 28 de outubro de 1981, ela recebeu um prêmio das Tribos Indígenas do Rio Colorado por seu esforço sincero, dedicado e incansável na coleta de informações sobre sua cultura. Além disso, ela recebeu um Prêmio de Amizade do Conselho de Índios Americanos de Búfalo Branco.
Ela recebeu o título honorário de Doutora em Direito da Universidade de Denver em 1962 e o título honorário de Doutora em Ciências da Universidade do Colorado em 1965. Em 1983, em seu 100.º aniversário, o governador do Colorado, Richard Lamm, declarou 22 de agosto como o Dia de Ruth Underhill. Em junho de 1984, a American Anthropological Association concedeu a Underhill um reconhecimento especial por seu ensino e pesquisa, incluindo esforços para popularizar a antropologia e estudar os papéis das mulheres. Em 1985, o Denver Women's Press Club estabeleceu uma bolsa de estudos em homenagem a Underhill; este prêmio é concedido a um estudante da Universidade do Colorado por realização em escrita criativa.

## Trabalhos publicados
- “Victory in Olive-Gray” The Atlantic Monthly Vol. 124, 1919, pág. 62. (Artigo)
- The White Moth (novel), 1920
- Ethnobiology of the Papago Indians, com Edward Castetter, Boletim da Universidade do Novo México #275, 1935
- Autobiography of a Papago Woman, 1936

(Originalmente publicado como Memoir 46 of the American Anthropological Association)
- Social Organization of the Papago Indians, 1937
- Singing for Power, 1938
- First Penthouse Dwellers of America, 1938
- A Papago Calendar Record, University of New Mexico, 1938
- Social Organization of the Papago Indians, Columbia University Press, 1939
- Hawk Over Whirlpools (fiction), 1940
- The Papago Indians of Arizona and their Relatives the Pima, 1941
- “Papago Child Training,” Marriage and Family Living, Nov. 1942
- Pueblo Crafts, United States Indian Service, 1946
- Papago Indian Religion, Columbia University Press, 1946
- Workaday Life in the Pueblos, 1946 (reprinted in 1991)
- Indians of the Pacific Northwest, 1946
- Ceremonial Patterns in the Greater Southwest, 1948
- Red Man’s America, 1953
- Here Come the Navajo!, circa 1934–1947
- The Navajos, 1956
- Religion Among American Indians, 1957
- Beaverbird (fiction), 1959
- Antelope Singer (fiction), 1961
- Withdrawal as a Means of Dealing with the Supernatural, 1961
- Red Man’s Religion, 1965
- "The Papago Family," em Comparative Family Systems, 1965
- First Came the Family, 1967
- So Many Kinds of Navajo, 1971
- The Papago and Pima Indians of Arizona, 1979  (ISBN 0-910584-52-4)

(reedição de The Papago Indians of Arizona and their Relatives the Pima, 1941)
- Religious Practices of the Papago Indians, data de publicação desconhecida

## Coleções (arquivo)
- Documentos de Ruth M. Underhill — Biblioteca e Arquivos Bailey, Museu de Natureza e Ciência de Denver
- Ruth Underhill Papers (M060) — Coleções e Arquivos Especiais, Biblioteca Penrose, Universidade de Denver
- Entrevista de história oral com Underhill, Ruth Murray — Western History/Genealogy Dept., Denver Public Library
- Ruth Murray Underhill Papers (Axe 570) — Coleções Especiais e Arquivos Universitários, Bibliotecas da Universidade de Oregon